# Белл, Александр Мелвилл
Александр Мелвилл Белл (англ. Alexander Melville Bell, 1 марта 1819 г. — 7 августа 1905 г.) — исследователь физиологии речи и автор многочисленных научных трудов по орфоэпии и произношению. Автор системы «зримой речи» и отец изобретателя телефона Александра Белла.

## Биография

### Семья
Родился в семье Александра Белла (англ. Alexander Bell) (3 марта 1790 — 23 апреля 1865), актёра и преподавателя словесности, и Элизабет Колвилль (Elisabeth Colville). В семье родилось трое детей: Дэвид Чарльз Белл (1817), Александр Мелвилл Белл (1819) и Элизабет (1822).
Его отец был башмачником, но с 1817 года стал выступать в театре. В газетах города Сэнт-Эндрюс писали о его выступлениях в качестве комедианта, но больших похвал он удостоился в роли шотландских горцев, например в роли Эндрю Ферсервиса в пьесе «Роб Рой». В театре он так же работал суфлером. В 1826 году семья переехала в Данди, где Александр стал давать уроки красноречия, пользуясь навыками, полученными в театре. Впоследствии красноречие и корректировка произношения станут его главным ремеслом.
Жена Александра Белла завела роман с ректором «Академии Данди», и это пагубным образом сказалось на семейном благополучии Александра Белла. Об этой порочной связи стало известно всему городу, и начался долгий бракоразводный процесс, который стоил Александру более 800 фунтов и закончился только в июле 1831 года.
Суды и скандалы продолжались и не сулили ничего хорошего Александру Беллу. В 1834 году он переехал в Лондон и женился во второй раз. В 1834 году он уже давал объявления о наборе учеников для исправления дефектов речи, а в 1836 году вышла его книга «Заикание и другие нарушения речи» («Stammering and Other Impediments of Speech») и некоторые газеты стали его называть «Профессором Красноречия» («Professor of Elocution»).

### Детские и юные годы
О детских годах Мелвилла Белла известно мало, есть сведения о том, что он был подмастерьем торговца мануфактурой. В лондонском климате здоровье его стало портиться, и в 1838 году отец решил отправить его в Сэнт-Джонс, на остров Ньюфаундленд. Там он жил в доме друга Александра Белла и трудился в местной торговой лавке. Его здоровье шло на поправку, а свободное время он проводил, организуя театральные постановки и декламируя произведения Шекспира в местном литературном кружке.
В 1842 году он вернулся в Англию и оставил прежнее ремесло, чтобы посвятить свое время искусству красноречия и правильного произношения. Мелвилл Белл стал изучать предмет и набирать учеников. Его старший брат Дэвид стал преподавателем красноречия в Дублине и надеялся, что и Мелвилл продолжит семейную традицию.

### Зрелые годы

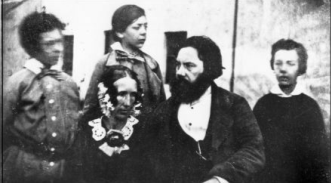
Семейство Мелвилла Белла

В 1843-м он повстречал Элайзу Грэйс Саймондс (Eliza Grace Symonds), дочь корабельного хирурга, которая рисовала картины на заказ. Она была на 10 лет старше своего будущего супруга, и у неё был ужасный слух, до такой степени, что ей постоянно приходилось пользоваться специальной слуховой трубой. 19 июля 1844 года они поженились. В 1845 году у них родился сын Мелвилл Джеймс (Melville James). Александр Грейам Белл (Alexander Graham Bell) родился 3 марта 1847 года. В 1848 году родился третий сын, Эдвард Чарльз (Edward Charles).
В 1849-м году выпустил книгу «Новое разъяснение принципов речи и красноречия» (A New Elucidation Of The Principles Of Speech And Elocution). В этой книге он выразил мысль, что следует создать «научный алфавит, который бы мог выразить все возможные способы выражения разных звуков».
В 1860-м году он выпустил книгу «Ораторский Стандарт» (The Standard Elocutionist), которая имела грандиозный успех. К концу XIX века она выдержала 168 (!) изданий в одной только Великобритании, а в Соединенных Штатах продали более 250 тысяч копий этой книги. Эта книга хорош продавалась, но автору доставались очень маленькие денежные отчисления. Тем не менее, эти научные труды прославили Мелвилла Белла и сделали его признанным экспертом в области произношения. В 1853 году он уже давал лекции в Эдинбургском Университете, а также выступал с публичными чтениями по всей Великобритании.
Мелвилл годами собирал все возможные звуки человеческой речи, тщательно записывал способы их воспроизведения, и все его труды были обобщены в книге «Зримая Речь» (Visible Speech: The Science Of Universal Alphabetics), которая была отпечатана в 1867-м году. Мелвилл утверждал, что всякий, следующий инструкциям, изложенным в книге «Видимая Речь», сможет воспроизвести любой звук и любое слово даже из чужеродного наречия, даже не зная его значения, даже в том случае, если никогда не говорил на этом языке. Во время демонстрации своей системы в Лондоне Мелвилл Белл просил зрителей испытать его систему, и лондонские профессора лингвистики брали самые заковыристые слова из Урду, Хинди и Санскрита. На удивление всех зрителей, ученики и последователи системы Мелвилла Белла легко справлялись со всеми заданиями.
В 1865 году скончался отец Мелвилла, Александр Белл, и Мелвилл Белл решил переехать в Лондон, чтобы продолжить его дело в столице Британской Империи. Но столичная жизнь была омрачена смертью младшего сына Эдварда, который скончался в 1867 году от туберкулеза. В 1868 году в семье Мелвилла и Грэйс родился сын, которого тоже назвали Эдвардом, но он умер в 1870 году. В том же году умер старший сын, Мелвилл. И у среднего сына, Александра Белла, стало портиться здоровье.
Мелвилл Белл решил оставить свою карьеру, налаженный быт и обширные знакомства в Лондоне, чтобы не потерять последнего сына. Он вспомнил, как в свое время климат Ньюфаундленда помог поправить его расшатанное здоровье, и решил переехать в Канаду. 21 июля 1870 года семейство Белл село на корабль и отправилось на другой континент.
Мелвилл Белл обосновался в Брэнтфорде, Онтарио. В 1870 году Мелвилл Белл стал читать лекции в Университете Куинс в Кингстоне (Queen’s College, Kingston, Ontario). В 1881 году переехал в Вашингтон, где продолжил заниматься физиологией речи.
Мелвилл Белл не сразу осознал пользу занятий своего сына, Александра Белла. Когда тот экспериментировал с мультиплексным телеграфом, Мелвилл настоятельно советовал бросить эти глупости и заняться продвижением системы «Зримой Речи». Но когда его сын изобрел телефон, Мелвилл стал способствовать его успеху: он смог убедить самых влиятельных людей в Канаде пользоваться телефоном. Была проложена линия из офиса канадского премьер-министра Александра МакКензи до резиденции генерал-губернатора Канады, маркиза Дафферина. После того, как такие влиятельные люди стали пользоваться изобретением Александра Белла, подтянулось множество других клиентов.
Смерть
Мелвилл Белл умер 7 августа 1905 года, в возрасте 86 лет, и был похоронен в Вашингтоне.